# استلا تننت

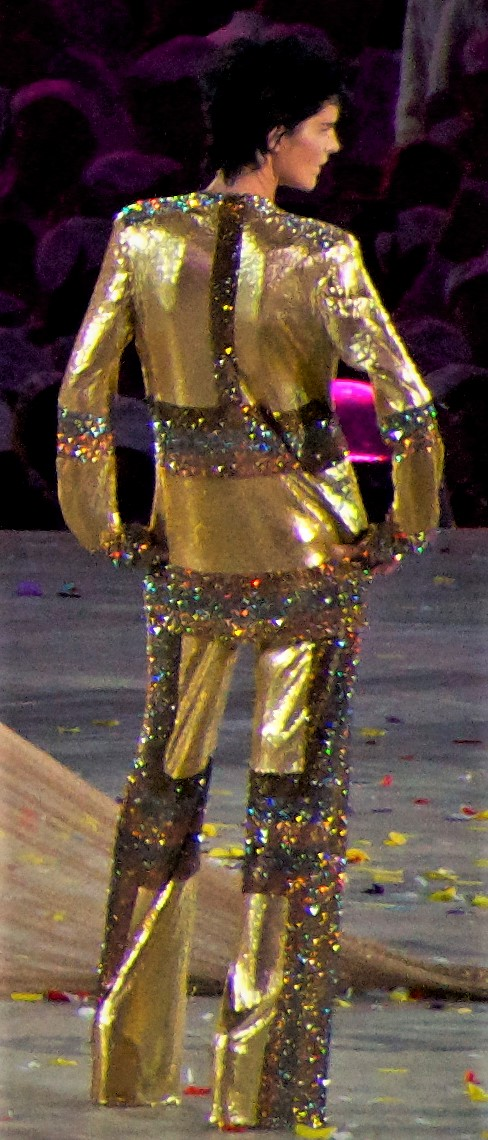
مدل مشهور بریتانیایی

استلا تننت (به انگلیسی: Stella Tennant) (زاده ۱۷ دسامبر ۱۹۷۰ - مرگ ۲۲ دسامبر ۲۰۲۰) مدل بریتانیایی بود. او نوه آندرو کاوندیش، یازدهمین دوک دوونشایر و هون بود. تننت در اسکاتلند زاده شد و در مدرسه سنت لئوناردز در سنت اندروز آموزش دید. پدر و مادر او توبیاس ویلیام تننت، پسر بارون گلنکنر دوم، و لیدی اما کاوندیش بودند.
در سال ۱۹۹۳، او مورد توجه عکاسانی مانند استیون مایسل و بروس وبر قرار گرفت و خیلی زود به عنوان یک مدل مد به موفقیت دست یافت و برای مجله‌هایی مانند وگ فرانسه، انگلیس و ایتالیا و همچنین هاپر بازار و نئومرو عکس گرفت.

## فعالیت
در سال ۲۰۰۹، تننت با سازمان سبک زندگی سبز همکاری کرد تا انرژی کمتری را در خانه استفاده کند. او با آنها ویدئویی ساخت و به یکی از چهره‌های کمپین Turn Up The Style, Turn Down The Heat (لباس خود را بهتر کن و گرما را کمتر) تبدیل شد.
در اوت ۲۰۱۴، تننت یکی از ۲۰۰ چهره عمومی بود که در آستانه همه‌پرسی استقلال اسکاتلند نامه به روزنامه گاردین در مخالفت با استقلال اسکاتلند را امضا کرد.

## دستاوردها
در ژوئن ۲۰۱۲، تننت در مراسم جوایز سالانه به عنوان مدل سال به تالار مشاهیر جوایز مد اسکاتلند راه یافت.

## درگذشت
تننت در ۲۲ دسامبر ۲۰۲۰ در سن ۵۰ سالگی درگذشت. پلیس برویکشر، اسکاتلند مرگ وی را «ناگهانی» توصیف کرد و گفت هیچ شرایط مشکوکی وجود نداشته است.